# Reddit
Reddit (укр. Рéдит зустрічаються також варіанти укр. Редіт, Реддіт, [ˈrɛdɪt]) — це американський веб-сайт агрегатор соціальних новин, рейтингування контенту та вебфорум. Зареєстровані користувачі (зазвичай звані «редиторами») подають на сайт контент, такий як посилання, текстові дописи, зображення та відео, які потім голосують «за» чи «проти» інші користувачі. Дописи організовані за темами на створених користувачами дошках, які називаються «спільнотами» або «сабредитами». Дописи з більшою кількістю голосів з'являються вгорі свого сабредиту і, якщо вони отримують достатню кількість голосів, зрештою, на головній сторінці сайту. Адміністратори Reddit модерують спільноти. Модерація також здійснюється модераторами конкретних спільнот, які не є співробітниками Reddit. Сайт управляється Reddit Inc. зі штаб-квартирою в Сан-Франциско.
Станом на жовтень 2023 року Reddit є 18-м найбільш відвідуваним веб-сайтом у світі. За даними SimilarWeb, 48,98 % трафіку сайту припадає на США, далі йде Велика Британія — 7,06 % і Канада — 6,9 %.
Reddit був заснований студентами Університету Вірджинії Стівом Гаффманом, Алексисом Оганяном та Аароном Шварцом у 2005 році. Видавництво Condé Nast Publications придбало сайт у жовтні 2006 року. У 2011 році Reddit став незалежною дочірньою компанією материнської компанії Condé Nast, Advance Publications. У жовтні 2014 року Reddit залучив 50 мільйонів доларів у раунді фінансування під керівництвом Сема Альтмана, серед інвесторів якого були Марк Андреессен, Пітер Тіль, Рон Конвей, Snoop Dogg і Джаред Лето. Їхні інвестиції оцінили компанію в 500 мільйонів доларів на той час. У липні 2017 року Reddit залучив 200 мільйонів доларів при оцінці в 1.8 мільярда доларів, при цьому мажоритарним акціонером залишилася компанія Advance Publications. У лютому 2019 року раунд фінансування на суму 300 мільйонів доларів, очолюваний Tencent, збільшив оцінку компанії до 3 мільярдів доларів. У серпні 2021 року раунд фінансування на суму 700 мільйонів доларів, очолюваний Fidelity Investments, збільшив цю оцінку до понад 10 мільярдів доларів. Потім компанія, як повідомляється, подала заявку на IPO в грудні 2021 року, оцінивши її в 15 мільярдів доларів.
Reddit отримав похвалу за багато своїх функцій, таких як можливість створювати кілька сабредітів для нішевих спільнот,
 будучи платформою для залучення уваги громадськості до багатьох причин, і став одним з найбільш відвідуваних веб-сайтів в Інтернеті. Він також зазнав критики за поширення мізінформації.
Reddit оцінює апетит потенційних інвесторів до виходу на біржу в 2024 році шляхом проведення перших зустрічей з банками, оскільки компанія повідомила, що конфіденційно подала документи на IPO до Комісії з цінних паперів і бірж.

## Опис
Сайт є збіркою записів, зібраних зареєстрованими користувачами. Назва «Reddit» — це гра слів англійською мовою, змінена фраза «read it», що співзвучно з фразою «I read it on Reddit» («Я прочитав це на Редиті»). Контент на сайті розділено на категорії, 50 з яких є визначеними з самого початку, вони називаються «сабредити за замовчуванням», вони відображаються на стартовій сторінці для нових користувачів і для тих, хто користується сайтом без реєстрації. На травень 2014 року ці категорії наступні:
| Категорія    | Сабредити |
| ------------ | --- |
| Освіта       | Новини, Наука, Космос, TodayILearned (СьогдніЯВивчив), WorldNews (Світові новини) |
| Розваги      | Creepy (Моторошне), Документалки, Геймерство/Ігрова індустрія, Послухайте-но, Кіно, Музика, Не спимо, Види спорту, ТБ, Відео                                                          |
| Обговорення  | AskReddit (Запитаймо у (користувачів) Редіта), AskScience (Запитаймо в Науки (Науковців)), Книги, Поясніть ніби мені п'ятирічна дитина, Історія/Минуле, IAmA (Я є я), Дві Х-Хромосоми |
| Гумор        | DataIsBeautiful, Кумедне, InternetIsBeautiful, Жарти, NotTheOnion, Думки в дýші, TIFU, Підбадьорливі Новини                                                                           |
| Зображення   | Мистецтво, Ой!, EarthPorn, Гіфки, Трохи Цікаво, Стара Школа Кльова, Битви В Фотошопі, Світлини                                                                                        |
| Саморозвиток | DIY (ЗРОБИ САМ), Фітнес, Їжа, Змотивовано, Життєві Поради, Особисті Фінанси, Філософія, Шпаргалки                                                                                     |
| Технології   | Футурологія, Гаджети |
| Різне        | Анонси, Блоги |

Коли хтось додає посилання чи текст до сабредита, користувачі, названі «redditors» (редактори, укр. редитори, редітори), можуть позитивно чи негативно оцінювати їх. Кожен сабредит має головну сторінку, де відображаються найсвіжіші пости з високими оцінками. «Редитори» можуть також коментувати оцінки. Коментарі також можна оцінювати. Головна сторінка включає як свіжі популярні пости, так і пости з сабредитів, на які підписаний користувач.
Рейтинг головної сторінки – як для першої сторінки Редиту, так і для сабредитів — визначається за віком оцінок, їхнім рейтингом (кількістю плюсів) до мінусів і загальною кількістю оцінювань.
Логотип сайту і талісман — це намальоване зображення прибульця, на ім'я Snoo (укр. Сну). Сабредити ж часто використовують варіації Snoo з деякими змінами, згідно з тематикою осередку.

### Користувачі
Реєстрація на Reddit є безкоштовною і не вимагає навіть підтвердження поштової адреси. Авторизовані користувачі можуть оцінювати пости та коментарі. Також користувачі можуть створювати свої сабредити, а останні — підписуватись на них. Наприклад, у травні 2015 року сабредит Вікіпедія, що збирає найцікавіші сторінки у вікі, мав 151 тис. підписників. На Редит іноді зустрічається специфічна термінологія, як-от OP («original poster» або «перший постер», тобто той, хто першим створив пост, до якого надсилається коментар) або NSFW («not safe for work» або «небезпечно для роботи» до постів, які містять сексуальний контент). Користувачі заробляють «лінкову карму» і «карму за коментарі», якщо постять щось, що згодом стає популярним. Ці дані відображаються у них в профілі. За надзвичайно цікаві або смішні пости користувачі отримують «Reddit gold», «золоту» нагороду від Редиту.
Reddit також дозволяє створювати пости, які не посилаються на жодні зовнішні ресурси. Такі пости називаються «власними» (self posts) або просто текстовими. Багато з дискусійних сабредитів дозволяють тільки текстові пости, серед них, наприклад, «AskReddit» (укр. Запитаймо у (користувачів) Редіта) — в ньому користувачам дозволено додавати відкриті питання до читачів. Текстові пости не додають карми автору, але за них можна голосувати, як і за будь-який інший контент.

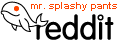
Пан «Хлюпаючі Штани» (Splashy Pants), логотип, що був у користуванні 27 листопада 2007 року

Спільнота Reddit час від часу захоплюється участю у зовнішніх ресурсах, наприклад, у 2007 році Грінпіс дозволив користувачам інтернету голосуванням обрати ім'я для горбатого кита. Користувачі Reddit масово голосували за Пан «Хлюпаючі Штани» (англ. «Mr. Splashy Pants»), а адміністрація Reddit підтримала таку ініціативу і змінили логотип всього сайту на час голосування. У грудні того року ім'я «Mister Splashy Pants» перемогло у змаганнях.
Редитори щороку святкують «день торту» («cake day»), тобто день, в який було зареєстровано той чи інший акаунт. День торту нічим не відрізняється від інших, окрім того, що на 24 години поряд з іменем користувача з'являється невеличка іконка з тортом. Редитори можуть додавати в друзі одні одних, що надає швидкий доступ користувачу до постів та коментарів «друзів». Користувачі Редиту час від часу зустрічаються в барах, парках або будь-яких інших місцях по всьому світу.

### Сабредити
Пости на Reddit організовано групами за інтересами, що називаються «сабредитами». Історично склалось, що головна сторінка це «головний редит», а всі останні — «сабредити». Головного ж сабредиту не існує. Натомість існує безліч сабредитів за інтересами: книги, телебачення, музика тощо. Кожен зареєстрований користувач може й сам створити свій сабредит, посилання на його створення з'являється через місяць після реєстрації. Станом на 2013 рік існувало 5400 активних сабредитів, а також 50 стандартних сабредитів.
Керуючи підписками на сабредити користувачі мають можливість налаштувати, що саме має з'являтись у них на головній сторінці.
Як заявляють розробники, модератори сабредитів мають отримати якомога більше контролю над своїми товариствами.

#### «IAmA» та «AMA» (англ.)
Одні з найпопулярніших сабредитів, це IAmA («I Am A», або «я є я»), де користувачі можуть публікувати пости в стилі «AMAs» («Ask Me Anything», «Спитай у мене що завгодно»), а також «AMAAs» («Ask Me Almost/Absolutely Anything», «Спитай у мене абсолютно що завгодно») – користувачі можуть питати про що завгодно. Сабредити AMA є відкритими для всіх користувачів. Ця система схожа на онлайн-пресконференцію. Цей сабредит започатковано в травні 2009 року.
Численні відомі особистості брали участь в IAmA, серед них президент США Барак Обама (брав участь під час виборів 2012 року), Дейв Грол, Мадонна, Кріс Гелфілд (космонавт, що відповідав на питання з космічної МКС), Біл Гейтс, Рон Пол, Стівен Кольбер, Psy, Енія, Арнольд Шварцнегер, Рейчел Мудоу, Рене Флемінг, Луї Сі Кей, Роджер Федерер, Ларі Кінґ, Філіп Зімбардо, Біл Най, Стен Лі, Джон Матер, Девід Коперфілд, Пол Кругман, Дені Бойл, репер J. Cole, Альберт Гор, Роджер Еберт, Майкл Болтон, Гері Джонсон, Лоуренс Краус, Джил Стайн, Кевін Рад, Джулі Бенц, Аманда Пелмер, Тім Феріс, Гордон Ремсі, Пітер Дінклейдж, Чандра Вікрамасінге та Ніл Деграс Тайсон. На квітень 2015 року тема Барака Обами мала найвищий рейтинг на сайт і; різкий ріст трафіку 29 серпня 2012 року викликав перебої в роботі деяких розділів сайту, саме тоді запустили AMA.
Зірок, що беруть участь в IAmAs, зустрічають як позитивно, так і негативно. Вуді Гарельсон у AMA зазнав критики після його відмови відповідати на питання, що не стосувались фільму Rampart, який він рекламував. І навпаки, репер Снуп Догг отримав 1,6 млн переглядів сторінок після декількох відповідей у спільноті AMA.
Акторка з Болівуду Пріянка Чопра зазнала критики після того, як вона замість відповідей на запитання займалась рекламою свого музичного альбому. Пітера Дінкгейла, актора з серіалу Гра престолів, учасники спільноти АМА сприйняли неоднозначно. Редитори відзначили ретельність, з якою він відповідав на всі питання, а також те, що він досить довго лишався онлайн з шанувальниками.
2 липня 2015 року сотні сабредитів, включно із кількома, що мали більше мільйона підписників, було переведено в приватний режим. Це сталося після звільнення Вікторії Тейлор. Джерела, близькі до керівництва Редиту пояснили це фокусуванням ресурсу на монетизації сайту.

#### The Button
Першоквітневий жарт у 2015 році являв собою соціальний експеримент, тоді було створено тип сабредиту під назвою «thebutton», тобто «кнопка». Він виглядав як звичайна кнопка і 60-секундний таймер. Користувачі, що зареєструвались днем раніше, вже змогли брати участь в експерименті. Все що міг зробити користувач, це або натиснути на кнопку, або не робити цього. Якщо користувач вирішував натиснути, таймер повертався до позначки 60 секунд, а іконка поруч з іменем користувача міняла свій колір. Таймер кілька разів досягав нуля через технічні неполадки, але врешті відлік закінчився і сабредит було перенесено в архів 5 червня 2015 року.

## Історія

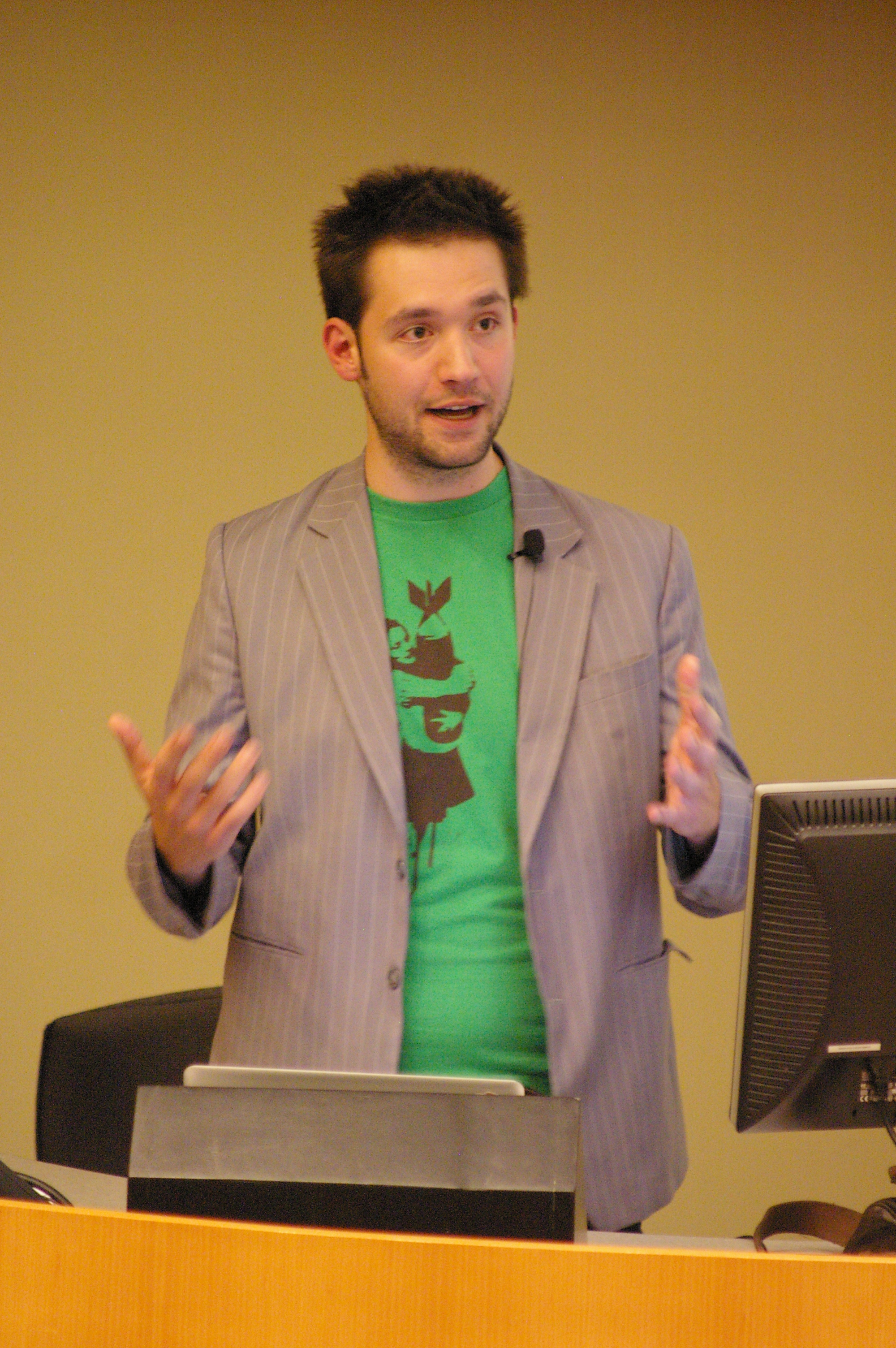
Співзасновник Алексіс Оханян у 2009 році

Reddit було засновано в червні 2005 року у Медфорді Стівом Гафманом (Steve Huffman) та Алексісом Оганяном (Alexis Ohanian), 22-літніми випускниками Університету Вірджинії. У листопаді того ж року до них приєднався Крістофер Слоу (Christopher Slowe). З листопада 2005 до січня 2006 року Reddit було приєднано до компанії, що належала Аарону Шварцу, «Infogami», а Шварц став власником керівної компанії «Not A Bug». Condé Nast Publications, власник журналу Wired, придбала ресурс 31 жовтня 2006 року, тоді ж команда переїжджає до Сан-Франциско. У січні 2007-го Шварца було звільнено.
Наприкінці 2008 року до команди розробників приєднались Ерік Мартін (Erik Martin), Джеремі Едберг (Jeremy Edberg), Девід Кінґ (David King), та Майк Ширальді (Mike Schiraldi). У 2009 році Гафман та Оганян створили компанію Hipmunk, запросивши на роботу Слоу та Кінґа. У травні 2010 року Reddit було включено до списку від Lead411 «Найгарячіші компанії Сан Франциско 2010 року». У липні 2010 року після величезного росту кількості відвідувань, Reddit запроваджує платний акаунт «Reddit Gold», що коштував 3,99 $/міс. або 29,99 $/рік. Reddit Gold додає численні функції до інтерфейсу, наприклад, можливість відображати більше коментарів на сторінці, доступ до приватного сабредиту «лаундж» (відпочинок), а також сповіщення кожного разу, коли хтось згадує ім'я користувача у коментарі.
6 вересня 2011 року Reddit став керуватись незалежно від Condé Nast, відтоді ним керує Advance Publications, відгалуження від компанії-власника. 11 січня 2012 року Reddit заявив, що підтримає протест Stop Online Piracy Act і буде вимкнений на 12 годин. Протест відбувся 18 січня, в той же час були недоступні Wikipedia та кілька інших відомих сайтів. У травні 2012 року Reddit приєднався до Internet Defense League, групи, що займалась організацією майбутніх протестів. 14 лютого 2013 року Reddit почав приймати біткойни як оплату за золоте членство, це стало можливим завдяки співпраці з компанією-процесором Coinbase.
У жовтні 2014-го Reddit написав про «Redditmade», сервіс, котрий дозволяв модераторам продавати товари на своїх сабредитах. Redditmade було закрито у лютому 2015-го. У листопаді 2014-го, виконавчий керівник Yishan Wong пішов у відставку, а співзасновник Оганян повернувся на місце виконавчого керівника компанії.
У жовтні 2015 року Reddit започаткував новинний портал «Upvoted», створений для того, щоб розміщувати контент з Reddit на окремому ресурсі, керуючись голосуванням користувачів з Reddit.

## Технології
Reddit було спочатку написано на common Lisp, але пізніше переписано мовою Python, це сталося в грудні 2005 року. Причинами стали були ширший вибір бібліотек і значно більша гнучкість розробки. Вебфреймворк «web.py» мовою Python, на якому писав reddit колишній співробітник Шварц, доступна всім охочим як проєкт з відкритим вихідним кодом. 18 червня 2008 р., Редит став використовувати відкрите програмне забезпечення, винятками є система антиспаму. Весь останній код і бібліотеки, написані для Редиту, доступні всім охочим на github.
10 листопада 2009 року редит було перенесено зі своїх фізичних серверів на вебсервіси Amazon. «Редит» використовує PostgreSQL як основний тип баз даних, і повільно переносить їх на Apache Cassandra. На початку 2009 року сайт почав використовувати jQuery. 7 червня 2010 року було оновлено мобільний інтерфейс з повністю переписаним CSS, новими кольорами й багатьма іншими поліпшеннями.
21 липня 2010 року Reddit замовив пошукову систему у компанії Flaptor, що розробляла власний пошуковий механізм IndexTank. З 12 липня 2012 року Reddit користується Amazon CloudSearch. Є кілька неофіційних програм, що використовують Reddit API, і знаходяться в магазині Google Play та репозиторії F-Droid. Наприклад: Reddit is Fun, Andreddit, F5, BaconReader, Reddit Sync та Reddita, яка працює на планшетах. Для Windows також є кілька програм, що працюють з Reddit, наприклад, ReddHub та Reddit To Go! Неофіційна програма Reditr працює на Windows, OS X, Linux та ChromeOS.
Також існує кілька програм для iOS. Наприклад: Karma, Upvote, iReddit, та Reddzine і Biscuit, що працюють тільки на iPad. У вересні 2014-го вийшла офіційна програма для сабредиту AMA (Ask Me Anything), яка працює на iOS та Android, і називається Ask me Anything. У жовтні 2014-го виходить програма Alien Blue, яка стає офіційною програмою для iOS. У квітні 2016 Alien Blue видаляють з App Store на заміну офіційній програмі Reddit, яка також доступна в Google Play.

## Демографія
Згідно з статистикою, станом на грудень 2015 року, 53 % редиторів є чоловіками та 54 % — з США. Сайт Pewinternet.org пише, що 6 % всіх дорослих американців-користувачів інтернету час від часу заходять на Reddit; чоловіки вдвічі частіше є редиторами, аніж жінки; найпопулярніший вік користувачів — від 15 до 29 років.

## Спільнота і культура
«Редит» є відкритим до різних культур і користувачів, які створюють контент. Наприклад, сабредит «Університет Редиту» (University of Reddit), покликаний навчати спільноту користувачів, він має функцію «входу» і «виходу» з заняття, а також безліч наук, за якими ведеться освіта.

### Філантропічні спроби
«Редит» є засновником кількох благодійних проєктів, як короткотермінових, так і розрахованих на кілька років:
- У жовтні 2010 року на «Редиті» було розміщено історію семилітньої дівчинки Кетлін Едвард, що хворіла на хворобу Ґанґтінґтона на останній стадії. Сусідські дівчата дражнили дівчинку та її сім'ю. Редитори зібрали гроші та зустрілись з дівчинкою, провівши з нею день покупок в магазині дитячих іграшок, що належить одному з дописувачів[127][128] — Tree Town Toys.
- У грудні 2010 року дописувачі християнського сабредиту вирішили провести збір коштів[129], а члени атеїстичного сабредиту влаштували дружнє змагання,[130] рекламуючи[131] збір коштів для Лікарів без кордонів та Всесвітнього фонду чистої води. Пізніше до змагань приєднався ісламський сабредит, збираючи гроші для організації Islamic Relief. Менш ніж за тиждень трьома спільнотами  було зібрано понад 50 тис. $.[132] Більшість грошей зібрали атеїсти, натомість християнський сабредит мав найбільше співвідношення за внеском від однієї людини.[133] Схожий збір коштів провели 2011 року, тоді атеїстам вдалось зібрати понад 200 тис. доларів на благочинність.
- [134]
- «Редит» заснував найбільшу у світі програму «Секретний Санта», яка на 2016 рік продовжує свою роботу. Перед святами 2010 року в програмі взяли участь дописувачі з 92 країн. Всього вона налічувала 17,543 учасника, загальні витрати склали 662,907.60 доларів і всі вони були витрачені на купівлю подарунків і послуги доставки.[135][136][137] У 2014 році вже більш як 200 тис. користувачів зі 188 країн брали участь у новорічних привітаннях.[138]
- Дописувачі сайту зібрали понад 600 тис. доларів для організації DonorsChoose, щоб підтримати починання Стівена Колберта March to Keep Fear Alive.[139]
- Користувачі зібрали 185,356 $ для Direct Relief, що на Ґаїті, після землетрусу, який трапився в січні 2010 року.[140]
- Зібрано 70 тис. доларів для Faraja Orphanage, це було зроблено протягом доби після пограбування притулку, коли грабіжники напали на одного з волонтерів і вдарили його мачете по голові, мало не вбивши.[141]
- У жовтні 2012 року користувач «Shitty_Watercolour», популярний редитор, відомий своїми акварельними малюнками,[142][143][144] провів 12-годинну онлайн відеосесію з малювання на YouTube, щоб зібрати грошей для «charity: water», некомерційної організації, що займається постачанням води у країни, що розвиваються. Читачі платили мінімум $10, щоб отримати своє фото, намальоване у квадраті розміром 5 на 5 сантиметрів (2,0 на 2,0 дюйм).[145][146] Цей марафон зібрав 2 700 доларів.
- [147]
- У лютому 2014 року «Редит» анонсував свої плани щодо передачі 10 % щорічного доходу до некомерційних організацій, обраних голосуванням читачів.[148]
- Reddit продовжив це починання у 2015 році, передавши по 82,765$ до фундації Electronic Frontier, Федерації планування батьківства Америки, Лікарів без кордонів, центру Erowid, фундації Wikimedia, Multidisciplinary Association for Psychedelic Studies, NPR, Free Software Foundation, Freedom From Religion Foundation і проєкту Tor.[149]
- Реакцією редиторів на землетрус 2015 року у Непалі став збір більш ніж 145 тис. доларів для Direct Relief і 110 тис. для MAP International[150].

### Комерційна діяльність
У лютому 2013 року, Betabeat опублікував допис, де висвітлював співпрацю міжнародних корпорацій, як-от Costco, Taco Bell, Subaru та McDonald's, у дописі містилась інформація про бренди, яка подавалась яко власне розслідування. Колишній директор зі зв'язків Редиту заявив тоді, що багато компаній хотіли б рекламуватись у схожих постах на сайті, але Редит містить тільки контент від читачів, а не рекламу. То ж вона порекомендувала рекламодавцям оформлювати рекламні дописи таким чином, щоб вони викликали дискусію і були б цікавими. Компанія Nissan провела успішну рекламну кампанію, пропонуючи дописувачам подарунки за їх питання про новий автомобіль, хоча згодом компанію було розкритиковано через підозру в астротурфінгу, коли CEO віповідав тільки на невелику частину поставлених питань.
Користувачі Редиту більш схильні до захисту приватних даних, вони користуються інструментами на кшталт AdBlock або проксі, а також «ненавидять, коли ними керують бренди» і жваво реагують на «дописи для розумних учасників».

### «Ефект „Редиту“»
Цей ефект також називають «Slashdot effect», він з'являється, коли невеликий сайт отримує хвилю нових відвідувань після того, як його високо оцінили читачі «Редиту». Серед читачів його іноді називають «смертельні обійми „Редиту“» —  соціум «Редиту» настільки великий, що часто може призводити до того, що сайти, куди йдуть дописувачі, можуть не витримати навантаження. Щоб частково цього позбутись, створено низку ботів, які створюють локальну копію сайту перед тим, як велика кількість людей на нього перейде.